# Каланча (рукав Дона)
Каланча — второй рукав Дона после Мёртвого Донца. Каланча разветвляется на Большую Кутерьму и Мокрую Каланчу. Незадолго до впадения в Азовское море от Мокрой Каланчи отделяется Сухая Каланча. От Большой Кутерьмы отделяется Средняя Кутерьма, которая разветляется на множественные ерики и впадает в Азовское море. Далее Большая Кутерма делится на Малую и Сухую Кутерьму.

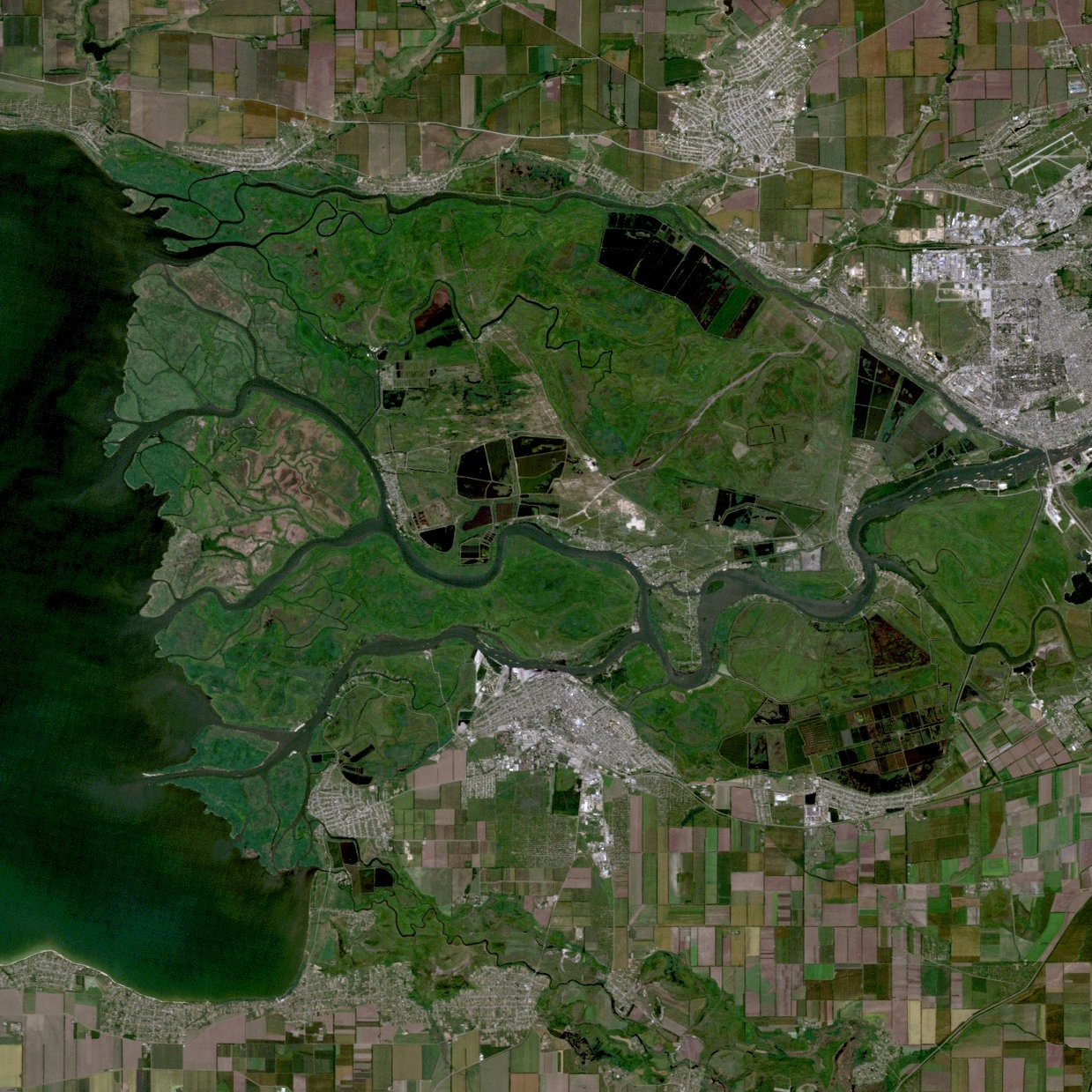
Спутниковый снимок дельты